# 费德里科·蒂诺科·格拉纳多斯
何塞·费德里科·阿尔韦托·德·赫苏斯·蒂诺科·格拉纳多斯（西班牙語：Federico Tinoco Granados，1868年11月21日—1931年9月7日），哥斯达黎加军人、政治家，1917年至1919年任哥斯达黎加总统、独裁者。
1868年出生于哥斯达黎加圣何塞，早年在圣何塞一所教会学校就读，后参军并前往美国西点军校学习，不久，又前往比利时留学，1899年回国并加入民族共和党，1902年发动起义，企图推翻新上任的总统阿斯森西昂·埃斯基韦尔·伊瓦拉，但遭遇失败，1908~1912年担任国会议员，1914年阿尔弗雷多·冈萨雷斯·弗洛雷斯上台后，蒂诺科被任命为战争、海军及国防部长。

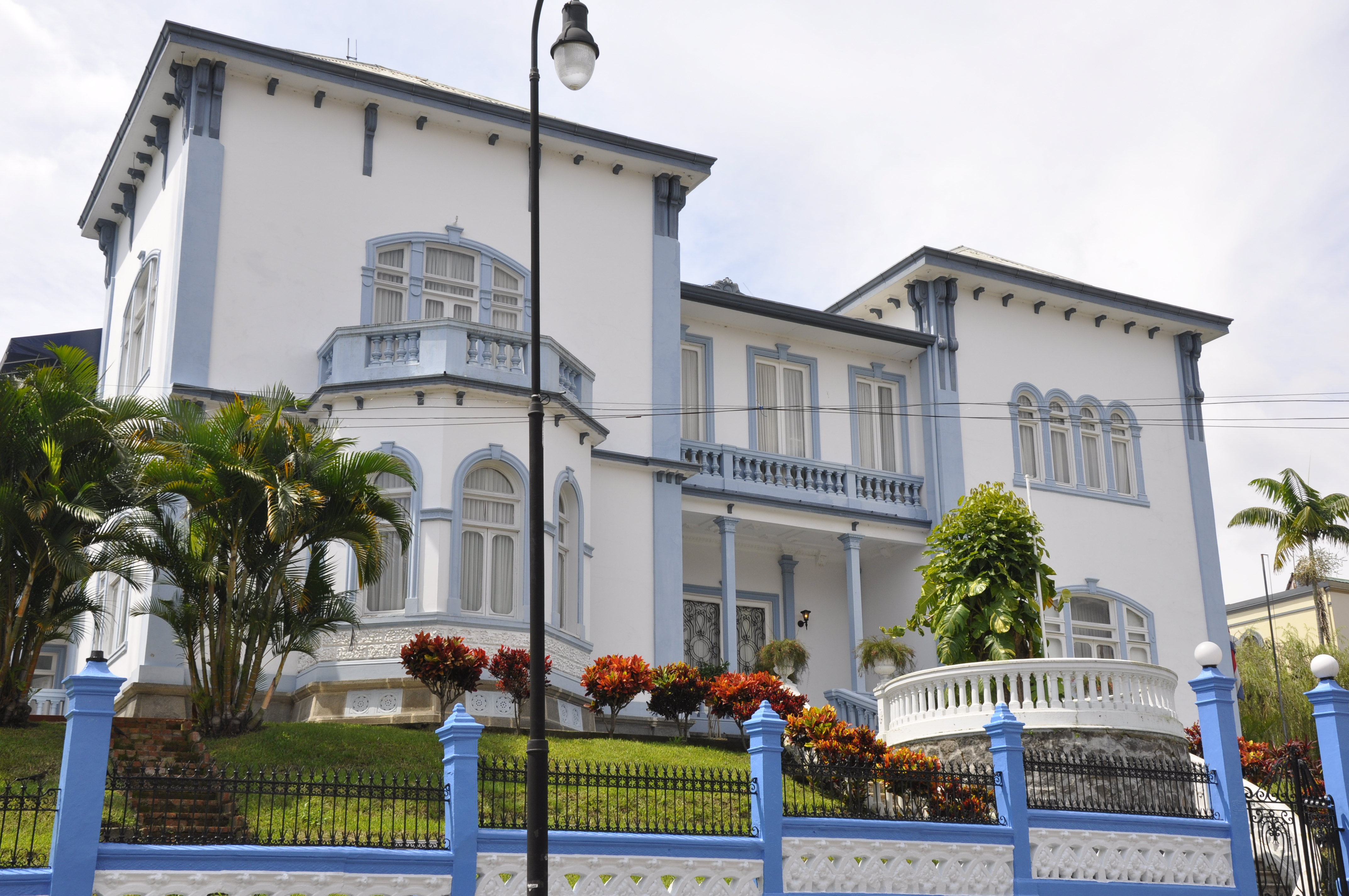
藍宮：舊哥斯大黎加總統府，蒂諾科執政時的官邸。現為立法大會使用

1917年1月，蒂诺科和他的弟弟华金·蒂诺科发动军事政变，推翻总统阿尔弗雷多·冈萨雷斯·弗洛雷斯，随后，蒂诺科操纵制宪会议，自己出任总统。
蒂诺科上台后实行血腥的独裁统治，疯狂镇压反对派，国家陷入恐怖状态；取消前任政府的经济紧缩政策，侵吞公款；同时参加第一次世界大战，加入协约国，向德国宣战。
为了得到美国的承认，蒂诺科向美国提供军事基地，并允许美国驻军；但蒂诺科的政权并没有得到美国总统伍德罗·威尔逊的承认，美国还宣布了与哥斯达黎加断交作为回应，并在巴黎和会上阻止哥斯达黎加代表签署《凡尔赛条约》。1919年，蒂诺科利用特权将自己晋升为少将。

## 被迫辞职和流亡
蒂诺科的军事独裁统治激起人民的强烈不满，在任期间，哥斯达黎加国内抗议游行乃至武装斗争不断发生。1919年6月，学校教师及中学生组织反独裁示威，要求蒂诺科下台。8月初，蒂诺科的弟弟华金·蒂诺科被暗杀。8月13日。蒂诺科被迫辞职，将总统职位交给胡安·鲍蒂斯塔·基罗斯·塞古拉，然后流亡法国，1920年，哥斯达黎加法院宣判蒂诺科犯有军事叛乱罪，1928年蒂诺科在巴黎出版回忆录，1931年9月，他在巴黎逝世，享年63岁。
1960年哥斯达黎加政府将蒂诺科的遗体运回圣何塞。蒂诺科曾经是哥斯达黎加历史上唯一一位肖像没有进入国会大厅的前总统。直至1994年，哥斯达黎加议会通过决议，允许蒂诺科的肖像进入国会大厅。